# Sabin Bălaşa
Sabin Bălaşa (Dobriceni, 17 giugno 1932 – Bucarest, 1º aprile 2008) è stato un pittore, scrittore e regista romeno.
Si è laureato nel 1955 presso l'Università Nazionale d'Arte di Bucarest.
Bălaşa ha dedicato la sua intera vita e la sua opera all'ossessione di avviare un nuovo rinascimento artistico e culturale. La scelta di dedicarsi a questo nuovo rinascimento nasce dalla sua comprensione del fatto che questo fenomeno non è confinato in un periodo storico specifico in cui si riconsiderano i vecchi valori, ma è lo stato d'animo che accompagna il cammino di colui che crea la cultura. Al di là del valore intrinseco della sua pittura, apprezzata in tutto il mondo e premiata con riconoscimenti riservati a capolavori, il vasto lavoro di Bălașa include anche la creazione cinematografica (ha ricevuto prestigiosi premi internazionali per i suoi film d'animazione, per l'opera letteraria e giornalistica, ed ha lasciato la sua inconfondibile impronta nell'epoca contemporanea).
Sebbene la sua arte sia tutt'altro che facile da comprendere, essa si rivela generosamente seguendo fasi impercettibili e comunicando sempre qualcosa a ogni spettatore. Bălaşa non va spiegato per essere sentito, e solo dopo averlo sentito si può iniziare a dare un senso al mondo in cui lo si è percepito. Un'ermeneutica ipnotica, unica e tipica dell'arte di Bălaşa, rivela in modo discreto ciò che l'autore ha sempre saputo: il Rinascimento che si proponeva di avviare era già sbocciato nel momento in cui la sua abile mano afferrò il pennello.
Tutte queste "nobili dichiarazioni" non gli impedirono di essere il pittore di corte della coppia Ceausescu, a cui dedicò - volontariamente - numerose opere, allo scopo di farsele attribuire o, a seconda del caso, finanziare. Le sue opere sono andate spesso a discapito di quelle degli altri artisti, che hanno preferito non compromettersi moralmente.

## Biografia
Nasce in Oltenia, a Dobriceni, il 17 giugno 1932. Suo padre, prete, e sua madre, insegnante, avevano trasformato la loro casa in un museo archeologico ed etnografico, collezionando oltre 3 000 pezzi. Studia a Craiova e poi a Bucarest. Spiritualmente legato all'Italia, che visitò più volte per ricevere vari premi, (ma anche per dipingere) predilige soprattutto Firenze. Sentì lo stesso legame con Iași, dove realizzò i famosi murales (tra il 1968 e il 1978), che abbelliscono la Sala dei Passi Perduti dell'Università Alexandru Ioan Cuza. In questa città si è sempre sentito a casa, motivo per cui dichiarava, con ironia, di essere "moldavo di origine olteniana". La fama che gli hanno conferito i murales di Iași (per i quali era considerato un modello prima ancora di compiere 40 anni) ha determinato una vera e propria "caccia al Sabin Bălaşa".
I grandi collezionisti romeni, ma anche europei e statunitensi, hanno desiderato le sue opere, aumentando la loro quotazione a cifre vertiginose per artisti con meno fortuna o talento. I potenti dell'epoca gli commissionarono e pagarono due opere dedicate alla coppia Ceausescu (comunque di notevole valore artistico; d'altra parte, Bălaşa non dipinse mai trattori, martelli e falci e il suo lavoro non rientrò nei rigori ideologici del comunismo). I suoi successi suscitarono anche veementi proteste, alimentate, il più delle volte, dal fatto che i suoi quadri venivano venduti a prezzi molto più alti rispetto a quelli degli artisti classici romeni, e assolutamente impensabili per quelli contemporanei.
Tuttavia, soprattutto nell'ultimo decennio, questi stessi prezzi hanno agito come un vero acceleratore per il mercato dell'arte romena, che con onestà ha riconosciuto il valore del pittore di Iasi quando iniziò a vendere un'opera per qualche migliaia di euro, invece delle poche centinaia che riceveva solitamente. Questo successo è arrivato dopo che la Sala dei Passi Perduti aveva ospitato la mostra Sabin Bălașa, organizzata dalle Top Business Art Galleries, dove l'opera più economica costava parecchie decine di migliaia di euro. In tre settimane la mostra è stata visitata da oltre 60 000 persone, alcune delle quali venute da lontano per ammirare l'opera di Bălaşa, qui riunita simbolicamente tra i murales degli anni '70 e le opere più recenti del maestro ormai settantenne. Per questo si parla anche di un terzo e importante tipo di "caccia al Bălaşa", ovvero il suo successo tra il pubblico.
Studi:
- 1955, Istituto di Belle Arti Nicolae Grigorescu, Bucarest, Romania
- 1965, Corsi dell'Accademia di Lingua e Cultura Italiana di Siena
- 1966, corsi all'Accademia di Pittura di Perugia

Sabin Bălașa è deceduto il 1 aprile 2008 all'ospedale Santa Maria a Bucarest, a causa di un cancro ai polmoni.
È stato sepolto al cimitero Eternitatea di Iași il 5 aprile 2008.

## Opere

### Film d'animazione
Autore e regista di 12 film d'animazione:
- "The Drop" (1966)
- "The City" (1967)
- "The Wave" (1968)
- "Phoenix Bird" (1968)
- "Fascination" (1969)
- "Ritorno al futuro" (1971)
- "Galaxy" (1973)
- "Ode" (1975)
- "L'esodo verso la luce" (1979)

### Dipinti murali
19 murales (circa 270 m 2), Università Alexandru Ioan Cuza, Iași
- "Aspirazione" 380/546 cm
- "Omaggio ai fondatori" 372/471 cm
- "Anfiteatro" 452/400 cm
- "Generazioni" 452/379 cm
- "Il trionfo della vita" 420/249 cm
- "Disastro atomico" 420/249 cm
- "Icaro" 422/248 cm
- "Prometeo" 417/247 cm
- "L'esodo verso la luce" 416/247 cm
- "Stefano il Grande" 419/250 cm
- "Moldova" 430/265 cm
- "Lucifero" - trittico (429/267 cm, 430/267 cm, 431/269 cm)
- "La leggenda del mastro Manole" 432/268 cm
- "Matrimonio Cosmico" 431/268 cm
- "La leggenda della Dochia" 429/268 cm
- "Antenati" 433/268 cm
- "Galaxy of Love" 1080/466 cm

Due murales, Università "Dunărea de Jos" di Galați:
- "Warriors" - (inizialmente situato presso il Museo Militare Centrale, a Bucarest, messo a disposizione dell'artista in occasione della demolizione del museo, l'opera è stata spostata e poi restaurata dall'artista nella nuova sede)
- "Hora"

"Matrimonio cosmico (Miorița)" all'Hotel Bucarest
Due murales all'Accademia di Studi Economici, Bucarest
- "Genesi"
- "Faerie"

Due murales all'Agricola International, Bacau;
Sala rotonda nell'Hotel Intercotinental, Bucarest;
Altri murales in residenze private.
Mostre personali:
- 1978, Roma
- 1980, Roma
- 1982, Stoccolma
- 1982, Bucarest, Museo Nazionale d'Arte,
- 1985, Kerkera ( Grecia )
- 1988, Mosca, Tbilisi e altre capitali degli Stati dell'ex Unione Sovietica
- 1992, Bucarest
- 1994, Israele
- 2000, Bucarest, World Trade Center
- 2002, Iași, Univ. Al. I. Cuza
- 2005, Bucarest.

### Opere scritte

#### Romanzi
- "The Blue Desert", romanzo, 1996
- "L'esodo alla luce", romanzo, 2002
- "Democracy in the Mirrors", romanzo, 2006

#### Articoli e saggi per la stampa
Autore di un gran numero di articoli e saggi per la stampa tra il 1956 e il 2007, tra cui:
- Picasso, appunti di una mostra, The Red Flag, 19 novembre 1968
- L'idea dei miei film, Tribuna, 5 marzo 1970
- Tradizione e innovazione nel film d'animazione, Romania Libera, 29 agosto 1970
- Il brutto nel paesaggio della città , Romania letteraria , novembre 1970
- La sorgente, Albina, GV 1971
- La memoria delle gesta eroiche, The Contemporary, 20 agosto 1971
- Ciò che stupisce, Romania letteraria, 11 novembre 1971
- Art - a way of life, Student life, 25 ottobre 1972
- Lo spazio dell'amore - l'umanesimo, Spark of youth, 3 gennaio 1972
- Sabin Bălașa e Radu Negru Dialogue on monumental painting, 29 settembre 1972
- Essere onesti, essere liberi, essere un artista, Contemporary, 3 novembre 1972
- Arte, uno stile di vita. Fidia e l'uomo possibile , Student Life, 16 maggio 1973
- Picasso's Immortality, The Flame, 21 aprile 1973
- Se dovessi consigliare, Contemporary, 18 gennaio 1974
- Gente di Dragasani, Romania pittoresca, no. 3, 1974
- Arte, uno stile di vita, Vita studentesca, 24 gennaio. 1974
- L'arte ha scelto come simbolo la donna, la Donna, almanacco 1974
- Il contributo concreto dell'artista alla nobilitazione della vita cittadina, l'informazione di Bucarest, 9 novembre 1974
- Il segno della maturità, Romania libera, 30 giugno 1975
- La vita, una poesia dipinta, The Contemporary, 31 dic. 1976
- Il lavoro dell'artista, Contemporanul, 2 luglio 1976
- Corneliu Baba e i colori della permanenza, Albina, gen. 1977
- The Consciousness of Immortality, The Contemporary, 18 marzo 1977
- Retrospettiva Vasile Blendea, Contemporanul, 12 agosto 1977
- Common Duties, Literary Romania, 18 agosto 1977
- Ritmo senza interruzioni, Luceafărul, 10 dicembre 1977
- Amo la creazione e odio la distruzione, La settimana, 1 dicembre 1978
- Art of public forum, Scînteia tineretului, 20 luglio 1978
- Il prestigio dell'arte, Tribuna, 23 marzo 1978
- Non ci sono cure per il cuore, Spark of Youth, 28 novembre 1982
- Armi, guerra, incompatibili con arte e cultura, Romania libera, 29 giugno 1982
- The Responsibility of the Artist, Flame, 18 giugno 1982
- Riguardo a me. . . <Catalogo del Museo d'Arte , Bucarest, ottobre-novembre 1982
- Io e l'eternità, club diplomatico n. 7-8 1998
- Il futuro è una conseguenza, cronaca rumena, 3 marzo 1999
- Soldi per la vita o la vita per soldi?, Cronaca rumena, 10 marzo 1999
- Un altro volto del diavolo, Cronaca rumena, 24 marzo 1999
- Vecchiaia senza giovinezza, Cronaca rumena, 29 marzo 1999
- Generazioni di sacrificio nel secolo dei patimenti, Cronaca rumena , 5 aprile 1999
- Dreaming Heaven, cronaca rumena, 15 apr. 1999
- Il pianeta senza lavoro, cronaca rumena, 22 aprile 1999
- La politica è una puttana?, Cronaca rumena, 29 aprile 1999
- Illusioni e speranze, cronaca rumena, 7 maggio 1999
- Crisi dell'anima, cronaca rumena, 13 maggio 1999
- L'opzione, o "ciò che raccogli, semini!", Cronaca rumena, 21 maggio 1999
- Human training, Romanian Chronicle, 28 maggio 1999
- La stupidità è una capacità negativa, cronaca rumena, 3 giugno 1999
- Magia e arte, cronaca rumena, 11 giugno 1999
- Mocking, Romanian Chronicle, 24 giugno 1999
- Invidia dei romeni, Cronaca rumena, 1 luglio 1999
- Tra interessi e bisogni, cronaca rumena, 9 luglio 1999
- Seconda mano, cronaca rumena, 15 luglio 1999
- Leader dei romeni, Cronaca rumena, 22 luglio 1999
- Mimicry, Romanian Chronicle, 29 luglio 1999
- Il desiderio di comunismo, Cronaca rumena, 5 agosto 1999
- L'uomo involucro, cronaca rumena, 12 agosto 1999
- Mancanza di armonia, Cronaca rumena, 19 agosto 1999
- Voto uninominale, signori!, Cronaca rumena, 26 agosto 1999
- Il sogno di una rinascita, cronaca rumena, 2 settembre 1999
- Sull'impotenza, cronaca rumena, 9 settembre 1999
- Restitutio în integrum, cronaca rumena , 16 settembre 1999
- Chi dice cosa, chi fa, cronaca rumena, 23 settembre 1999
- L'evoluzione del pianeta tra paure e ideali, cronaca rumena, 30 settembre 1999

#### Citazioni
- Quello che conoscete voi, non è un ritratto di Ceausescu, è un Sabin Bălaşa.[2]

## Premi e riconoscimenti
- Ordine nazionale al Merito, decorato con il grado di comandante (1 dicembre 2000) "per i risultati artistici eccezionali e per la promozione della cultura, nella Giornata Nazionale della Romania"[3]
- Ordine Nazionale al Merito  col grado di Alto Ufficiale[4]